# Jaclyn DeSantis
Jaclyn DeSantis (Long Island, 15 agosto 1979) è un'attrice statunitense.

## Biografia
Jaclyn ha incominciato la sua carriera di attrice recitando la parte di Heather nel film del 2000 Road Trip e quella di Baby nel Film/Musical Just Another Story del 2003.
Sempre nel 2003 interpreta Alexandra nel film Bomb the system.
Negli USA è conosciuta principalmente per il ruolo di Maggie Hernandez nella serie televisiva Windfall.
Nel 2005 interpreta Leticia nel film Carlito's Way - Scalata al potere, prequel del film di Brian De Palma Carlito's Way.
Si è poi dedicata ad una nuova  serie televisiva nel 2007, Nurses, conosciuta in America come  Philidelphia General , poi cancellata.
Nel 2008 interpreta la giovane vedova Amaya nel film tv The pledge - La promessa di un pistolero accanto a Luke Perry, C. Thomas Howell e Francesco Quinn e appare nel ruolo di Sophia nel film The way of war con Cuba Gooding Jr..
Nel 2009 partecipa a 3 episodi della serie Ghost Whisperer - Presenze nel ruolo di Zoe Ramos.
È apparsa inoltre in altre importanti serie televisive come Law & Order, Madigan Men e The Closer.

## Studi e formazione
Ha frequentato la Scuola di Arti Visive di Manhattan e il Massachusetts College of Art and Design di Boston. In seguito ha continuato a studiare al Lee Strasberg Theatre and Film Institute.

## Filmografia

### Cinema
- Road Trip, regia di Todd Phillips (2000)
- Whipped - Ragazzi al guinzaglio (Whipped), regia di Peter M. Cohen (2000)
- Bomb the System, regia di Adam Bhala Lough (2002)
- Just Another Story, regia di GQ (2003)
- Carlito's Way - Scalata al potere (Carlito's Way: Rise to Power), regia di Michael Bregman (2005)
- The Way of War - Sentieri di guerra (The Way of War), regia di John Carter (2009)

### Televisione
- Law & Order - I due volti della giustizia (Law & Order) – serie TV, episodio 10x20 (2000)
- Madigan Men – serie TV, episodi 1x08-1x09 (2000)
- Luis – serie TV, 9 episodi (2003)
- Windfall – serie TV, 11 episodi (2006)
- Nurses, regia di P.J. Hogan – cortometraggio TV (2007)
- La promessa di un pistolero (A Gunfighter's Pledge), regia di Armand Mastroianni – film TV (2008)
- Ghost Whisperer - Presenze (Ghost Whisperer) – serie TV, episodi 4x21-4x22-4x23 (2009)
- The Closer – serie TV, episodio 6x10 (2010)